# 佐々木カネヨ
佐々木 カネヨ（ささき カネヨ、1904年3月11日 - 1980年10月24日）は、絵画や写真の美術モデル。別名に、永井カ子ヨ（かねよ）、お葉がある。

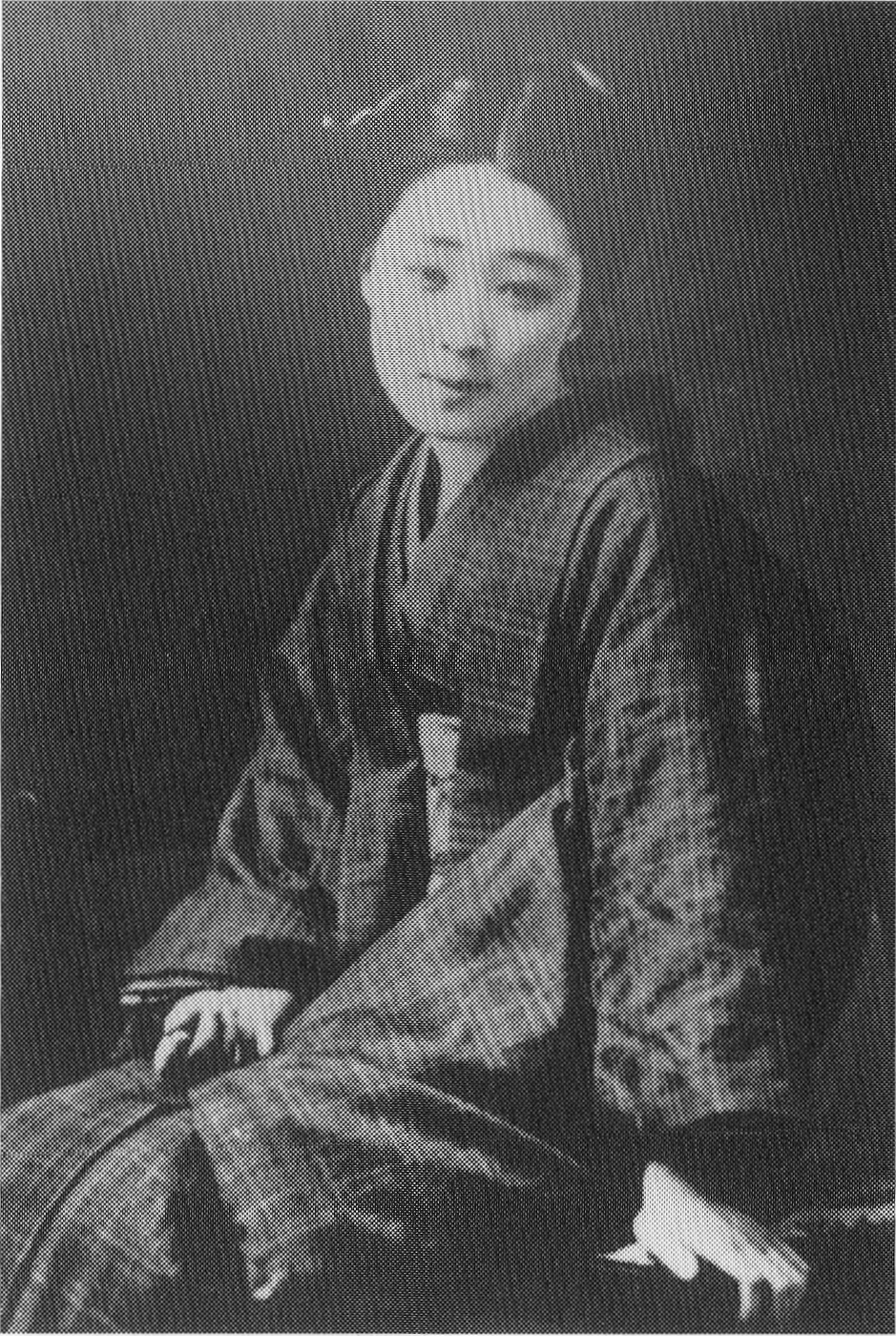
「お葉」1919年

## 略歴
- 1904年（明治37年）3月11日 - 秋田県河辺郡和田村に生まれる。
- 1916年（大正 5年） - 宮崎モデル紹介所[1]にスカウトされ、上京し東京美術学校のモデルを始める。藤島武二のモデルをつとめる。
- 1916年（大正 5年） - 伊藤晴雨の愛人となり、SM (責め絵) のモデルとなる。
- 1918年（大正 7年） - 伊藤晴雨と別れる。
- 1919年（大正 8年） - 本郷・菊富士ホテルに寄宿していた竹久夢二と知り合う。

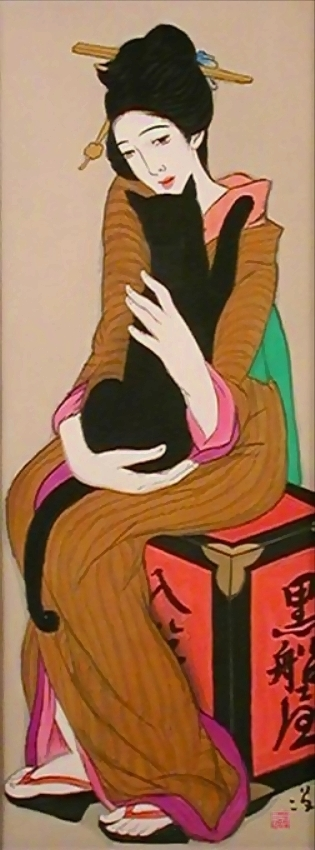
モデルとされる「黒船屋」1919年

- 1921年（大正10年） - 竹久夢二と渋谷に居をかまえる。与太郎を出産するが夭折。
- 1924年（大正13年） - 竹久夢二が設計した、東京世田谷区のアトリエ兼自宅「少年山荘」に引っ越す。
- 1925年（大正14年） - 自殺未遂。竹久夢二と別れる。

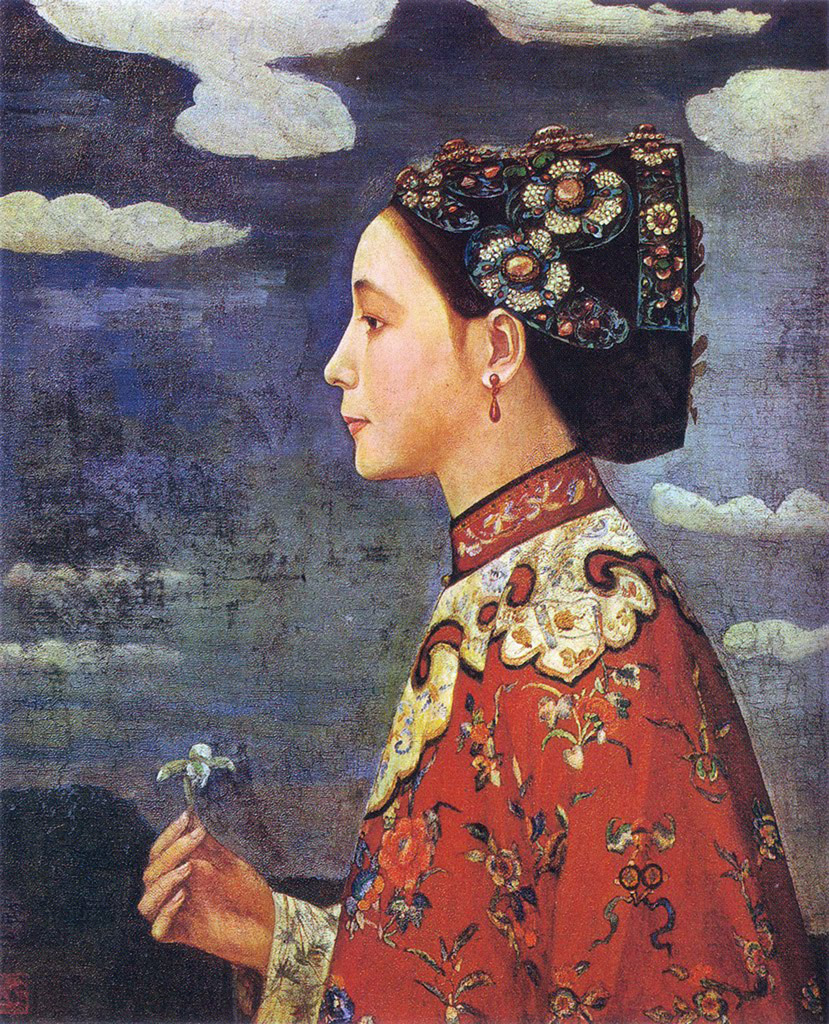
藤島武二作『芳蕙』（1926年）

- 1927年（昭和 2年） - 大輪善治と結婚するが翌年離婚。
- 1931年（昭和 6年） - 3歳年上の医師、有福精一と再婚。
- 1980年（昭和55年）10月24日 - 76歳で死去。墓所は富士市泰徳寺。

## お葉を題材とした作品
- テレビドラマ『まあええわいな』作：岡本克己（1983年10月23日 - 11月13日、NHK総合/ドラマ人間模様） - 演：原田美枝子 ※夢二が定宿にした本郷菊富士ホテルを舞台とした作品。
- 小説『夢二暮色』作：近藤富枝（1989年、講談社） - 夢二とお葉の愛を描いた作品。
- 映画『夢二』監督：鈴木清順（1991年） - 演：広田玲央名（夢二（沢田研二））※「大正浪漫三部作」第3部
- 映画『三面夢姿繪 ―みつおもてゆめのすがたえ』監督：山﨑達璽（2000年） - 演：佐藤雪江（夢二（渋谷育男、伊藤晴雨（光宣）、藤島武二（山本清））※3人のモデルを務めたお葉を主人公としたミステリー作品。前作「夢二人形」にも登場。
- 映画 『およう』 (2002年､竹久夢二生誕百二十周年記念作品。松竹映画、原作：団鬼六「外道の群れ」、監督：関本郁夫、- 演：渋谷亜希（夢二（熊川哲也）、伊藤晴雨（竹中直人）、藤島武二（里見浩太朗））[2]
- 劇画『宵待草事件簿』原作：古山寛、画：ほんまりう（1985年、新潮社） - お葉の周りに起こる殺人事件の謎に迫るミステリ作品。
- 劇画『菊坂ホテル』作：上村一夫（1985年、角川書店） - 菊富士ホテルをモデルとし舞台とした劇画作品。
- 漫画『美弥の恋』作: 高見まこ（2000-2001年) - お葉をモデルとした主人公を描いた作品。「ロマンス」続編。
- 劇画『万華鏡 抒情と緊縛』（原作・倉科遼、作画・ケン月影）、2014年、小学館 - お兼（お葉）を主人公とし夢二と晴雨の三角関係を描いた官能劇画。